# High Life (álbum)
High Life (estilizado como Frankie Miller's High Life) es el segundo álbum de estudio del músico escocés Frankie Miller. Fue publicado en enero de 1974 a través del sello Chrysalis Records.

## Grabación y contenido
Las sesiones de grabación del álbum tuvieron lugar en Web IV Recording, un estudio ubicado en Atlanta, Georgia. Allen Toussaint no sólo produjo el álbum, sino que también escribió la mayoría de las canciones. El ingeniero de audio fue Joe Wilson, quien también toca la slide guitar. La sección de viento se grabó en Studio in the Country, en Bogalusa, Luisiana. Una vez completas las sesiones de grabación, Don Davis y Lou Costello mezclaron el álbum en los estudios United Sound de Detroit, Michigan. High Life fue mezclado por Chrysalis Records sin conocimiento o consentimiento de Frankie Miller o Toussaint. La mezcla original del álbum de Toussaint y Miller se lanzó por primera vez en 2011 como parte de la caja recopilatoria Frankie Miller...That’s Who! The Complete Crysalis Recordings (1973-1980).

## Recepción de la crítica
Un escritor no especificado de Record World escribió: “Miller debuta deslumbrando a través de la combinación perfecta de su voz evocadora y conmovedora y la producción de estilo súper sureño de Allen Toussaint”.

## Lista de canciones
Todas las canciones escritas y compuestas por Allen Toussaint, excepto donde esta anotado. 
| Lado uno |                                          |                |          |  |
| N.º      | Título                                   | Escritor(es)   | Duración |  |
| 1.       | «High Life (Filler)»                     |                | 0:58     |  |
| 2.       | «Play Something Sweet (Brickyard Blues)» |                | 3:35     |  |
| 3.       | «Trouble»                                | Frankie Miller | 3:30     |  |
| 4.       | «A Fool»                                 |                | 2:52     |  |
| 5.       | «Little Angel»                           | Miller         | 3:20     |  |
| 6.       | «With You in Mind»                       |                | 3:18     |  |

| Lado dos |                             |              |          |  |
| N.º      | Título                      | Escritor(es) | Duración |  |
| 1.       | «The Devil Gun»             | Miller       | 3:37     |  |
| 2.       | «I'll Take a Melody»        |              | 4:35     |  |
| 3.       | «Just a Song»               |              | 2:48     |  |
| 4.       | «Shoo Rah»                  |              | 2:47     |  |
| 5.       | «I'm Falling in Love Again» | Miller       | 3:57     |  |

## Créditos y personal
Créditos adaptados desde las notas de álbum de High Life.

### Sección rítmica
- Frankie Miller – voces
- Allen Toussaint – piano, órgano, conga
- Joe Wilson – guitarra, slide guitar
- Tom Robb – bajo eléctrico, conga
- Mike Huey – batería
- G. C. Coleman – batería
- Auburn Burrell – dobro
- Barry Bailey – guitarra

### Sección de viento
- Lester Caliste – trombón
- Clyde Kerr, Jr. – trompeta
- Gary Brown – saxofón tenor
- John Longo – trompeta
- Alvin Thomas – saxofón barítono

### Personal técnico
- Allen Toussaint – productor, arreglos
- Joe Wilson – ingeniero de audio
- Don Davis – mezclas
- Lou Costello – mezclas
- Graham Hughes – director artístico, fotografía